# Elle Smith
Ellen Elizabeth «Elle» Smith (nacida el 19 de junio de 1998) es una modelo, periodista y reina de belleza estadounidense. Fue coronada como Miss USA 2021. Como Miss USA, representó a los Estados Unidos en Miss Universo 2021 donde se ubicó en el Top 10 de semifinalistas. Smith había sido coronada previamente como Miss Kentucky USA 2021 y es la segunda mujer de Kentucky en ganar Miss USA.

## Primeros años y educación
Smith nació en Springfield, Ohio, de padres Samuel Clayborne y Lydia Smith; ella es birracial, nacida de un padre negro y una madre blanca. Sus antepasados negros fueron esclavizados en una plantación en Kentucky, antes de emigrar a Ohio después de la Guerra de Secesión.
Smith se graduó de Shawnee High School en 2016, donde fue una estudiante con honores involucrada en coro, orquesta, voleibol y teatro. Posteriormente, se mudó a Lexington, Kentucky, para inscribirse en la Universidad de Kentucky, donde se graduó con una licenciatura en periodismo televisivo y una especialización en ciencias políticas en 2020. Mientras era estudiante, Smith se desempeñó como vicepresidente del capítulo de la universidad de la Asociación Nacional de Periodistas Negros. Después de completar su título, Smith se convirtió en reportera al aire con WHAS-TV en Louisville, Kentucky, cubriendo el sur de Indiana dentro del área metropolitana de Louisville.

## Carrera en concursos de belleza
Smith se interesó por primera vez en competir en concursos después de que una de sus compañeras de secundaria, Brittany Reid, fuera coronada como Miss Ohio Teen USA 2013. Sin embargo, no se inscribió en un concurso hasta ocho años después, siendo Miss Kentucky USA 2021 su primer concurso. Representó a Germantown en la competencia y ganó el título.

### Miss USA 2021
Como Miss Kentucky USA, Smith recibió el derecho de representar a Kentucky en Miss USA 2021. Miss USA 2021 finalmente se llevó a cabo el 29 de noviembre de 2021 en Tulsa, Oklahoma. En la competencia, Smith avanzó al Top 16 y luego al Top 8, antes de ser anunciada como la ganadora de la competencia. Después de su victoria, Smith se convirtió en la segunda representante de Kentucky en ganar Miss USA, después de que Tara Conner fuera coronada como Miss USA 2006. Smith también fue la primera ganadora del título bajo la nueva Organización Miss USA.
En la parte final de la pregunta de Miss USA, Smith eligió al juez Ty Hunter, quien preguntó: «La sostenibilidad se está volviendo cada vez más importante en los paisajes profesionales. ¿Cómo podemos animar a las empresas a ser más conscientes del medio ambiente?», a lo que respondió:

«Creo que tenemos que mirarlo desde un nivel macro y también un nivel micro. Entonces, a nivel macro, las empresas deben cambiar a la energía verde, creo que eso es algo en lo que todos podemos estar de acuerdo. A nivel micro, todos sabemos cómo reducir, reutilizar y reciclar, y esas son cosas que podemos implementar en nuestra vida diaria».

Como Miss USA, Smith representó a los Estados Unidos en Miss Universo 2021, donde se ubicó en el Top 10. Además de la oportunidad de competir en Miss Universo, Smith se mudó a Los Ángeles para participar en eventos durante el año de su reinado.